# Bansat
Bansat is een gemeente in het Franse departement Puy-de-Dôme (regio Auvergne-Rhône-Alpes) en telt 203 inwoners (1999). De plaats maakt deel uit van het arrondissement Issoire.

## Geografie
De oppervlakte van Bansat bedraagt 10,5 km², de bevolkingsdichtheid is 19,3 inwoners per km².
De onderstaande kaart toont de ligging van Bansat met de belangrijkste infrastructuur en aangrenzende gemeenten.

## Demografie
Onderstaande figuur toont het verloop van het inwonertal (bron: INSEE-tellingen).